# Municipio de Tērvete
El municipio de Tērvetes (en Letón: Tērvetes novads) es uno de los ciento diez municipios de Letonia, que abarca una pequeña porción del territorio de dicho país báltico. Fue creado durante el año 2002 después de una reorganización territorial. La capital es la villa de Tērvete.

## Ciudades y zonas rurales
- Augstkalnes pagasts (zona rural)
- Bukaišu pagasts (zona rural)
- Tērvetes pagasts (zona rural)

## Población y territorio
Su población se encuentra compuesta por un total de 4.173 personas (2009). La superficie de este municipio abarca una extensión de territorio de unos 223,9 kilómetros cuadrados. La densidad poblacional es de 18,64 habitantes por cada kilómetro cuadrado.